# Armando Bo
Armando Bo (né le 3 mai 1914 à Buenos Aires et mort le 8 octobre 1981  dans la même ville) est un acteur, scénariste, réalisateur et producteur de cinéma argentin.

## Biographie
Armando Bo est mort d'une tumeur au cerveau le 8 octobre 1981  à Buenos Aires[réf. nécessaire].

### Famille
Armando Bo est le grand-père d'Armando Bo III, scénariste et réalisateur.

## Filmographie partielle

### Réalisateur
- 1954 : Sin familia
- 1954 : Adios muchachos
- 1956 : El Trueno entre las hojas
- 1958 : Sabaleros
- 1960 : Favela
- 1960 : India
- 1962 : Lujuria tropical
- 1962 : La Burrerita de Ypacarai
- 1963 : Pelota de cuero
- 1963 : La Diosa impura
- 1964 : La Mujer de zapatero
- 1964 : La Leona
- 1966 : Los Dias calientes
- 1966 : La Tentacion desnuda
- 1967 : La Senora del intendente
- 1968 : La Mujer de mi padre
- 1968 : Carne
- 1969 : Extasis tropical
- 1969 : Embrujada
- 1969 : Desnuda en la arena
- 1969 : Fuego
- 1970 : Fiebre
- 1973 : Furia infernal
- 1974 : Intimidades de una cualquiera
- 1974 : El Sexo y el amor
- 1976 : Insaciable
- 1977 : Una Mariposa en la noche
- 1979 : El Ultimo amor en tierra del fuego
- 1980 : Una Viuda descocada

### Scénariste
- 1958 : Sabaleros
- 1960 : Favela
- 1960 : India
- 1962 : Lujuria tropical
- 1962 : La Burrerita de Ypacarai
- 1963 : Pelota de cuero
- 1963 : La Diosa impura
- 1964 : La Mujer del zapatero
- 1964 : La Leona
- 1966 : Los Dias calientes
- 1966 : La Tentacion desnuda
- 1967 : La Senora del intendente
- 1968 : La Mujer de mi padre
- 1968 : Carne
- 1969 : Extasis tropical
- 1969 : Embrujada
- 1969 : Desnuda en la arena
- 1969 : Fuego
- 1970 : Fiebre
- 1973 : Furia infernal
- 1974 : Intimidades de una cualquiera
- 1974 : Sexo y el amor
- 1976 : Insaciable
- 1977 : Una Mariposa en la noche
- 1979 : El ultimo amor en tierra del fuego
- 1980 : Una viuda descocada

### Acteur
- 1939 : Chimbela de José Ferreyra
- 1941 : Melodías de América d'Eduardo Morera (en)
- 1945 : La cabalgata del circo de Mario Soffici
- 1948 : Pelota de trapo de Leopoldo Torres Ríos
- 1950 : Fangio, el demonio de las pistas de Román Viñoly Barreto
- 1953 : Honrarás a tu madre de Carlos Orlando
- 1953 : El hijo del crack de Leopoldo Torre Nilsson